# 科比尼安·布洛德曼
科比尼安·布洛德曼（德語：Korbinian Brodmann；1868年11月17日—1918年8月22日），德国神经学家、脑科学先驱，因绘制大脑皮层并将其分为52个分区（布罗德曼分区系统）而知名，分区的依据是细胞架构（组织学）的特性。

## 早年生活
布洛德曼1868年出生于德国霍亨索伦省的霍恩费尔斯。他在慕尼黑、维尔茨堡、柏林、弗莱堡等地学习医学，并于1895年获得医学学位。此后前往瑞士，就读于洛桑大学医学院，后回到慕尼黑，并与1898年获得莱比锡大学医学博士学位。

## 科研生涯
1900-01年，布洛德曼曾在耶拿大学心理诊所与路德维希·宾斯万格一同工作，也到法兰克福工作过，并结识了阿洛伊斯·阿尔茨海默（老年痴呆症的发现者），后者对布洛德曼从事基础神经科学研究产生了重大影响。
1901年起，布洛德曼开始在柏林的私人研究院展开研究，后于1902年前往柏林洪堡大学的神经生物学实验室工作。1909年，布洛德曼发表了有关大脑皮层细胞架构的著作（Vergleichende Lokalisationslehre der Großhirnrinde ），这本书中包含了首张大脑皮层的绘图，并进行了分区，这就是此后知名的“布罗德曼分区系统”。
后来，布洛德曼前往蒂宾根大学，并于1913年晋升正教授。1916年，他前往萨勒河畔哈雷并在当地一家市立医院任职，1918年获聘慕尼黑大学、成为该学校精神病学研究中心的组织学部主任。

## 个人生活及逝世
1917年4月3日，布洛德曼与玛格丽特·弗兰克（Margarete Francke）成婚，他们的女儿与1918年出生。同年8月，布洛德曼因肺炎突发败血症去世，享年49岁。